# Gryfów Śląski

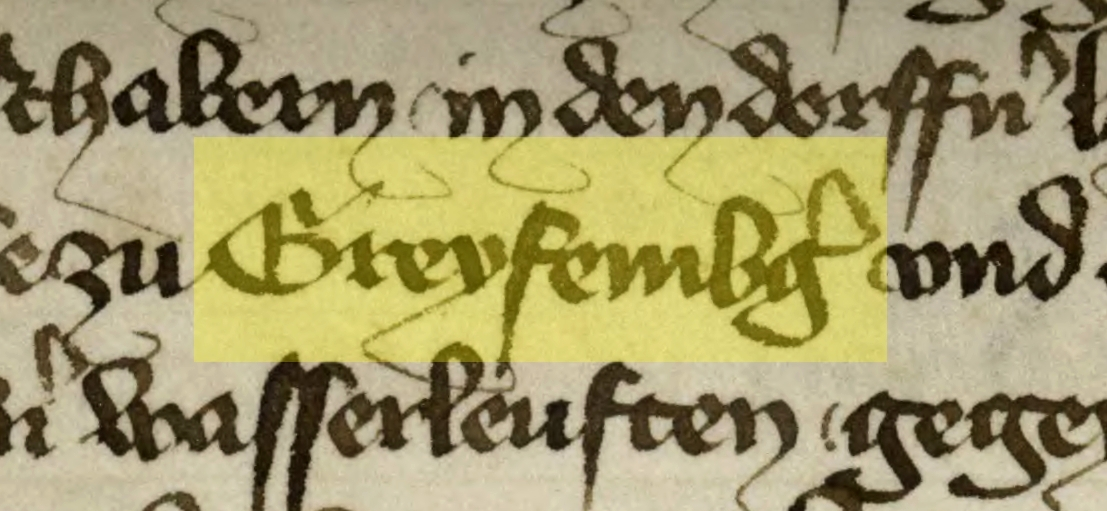
Erwähnung von „Greyfembg“ in einem Dokument des böhmischen Königs Wenzel des IV. von 1384

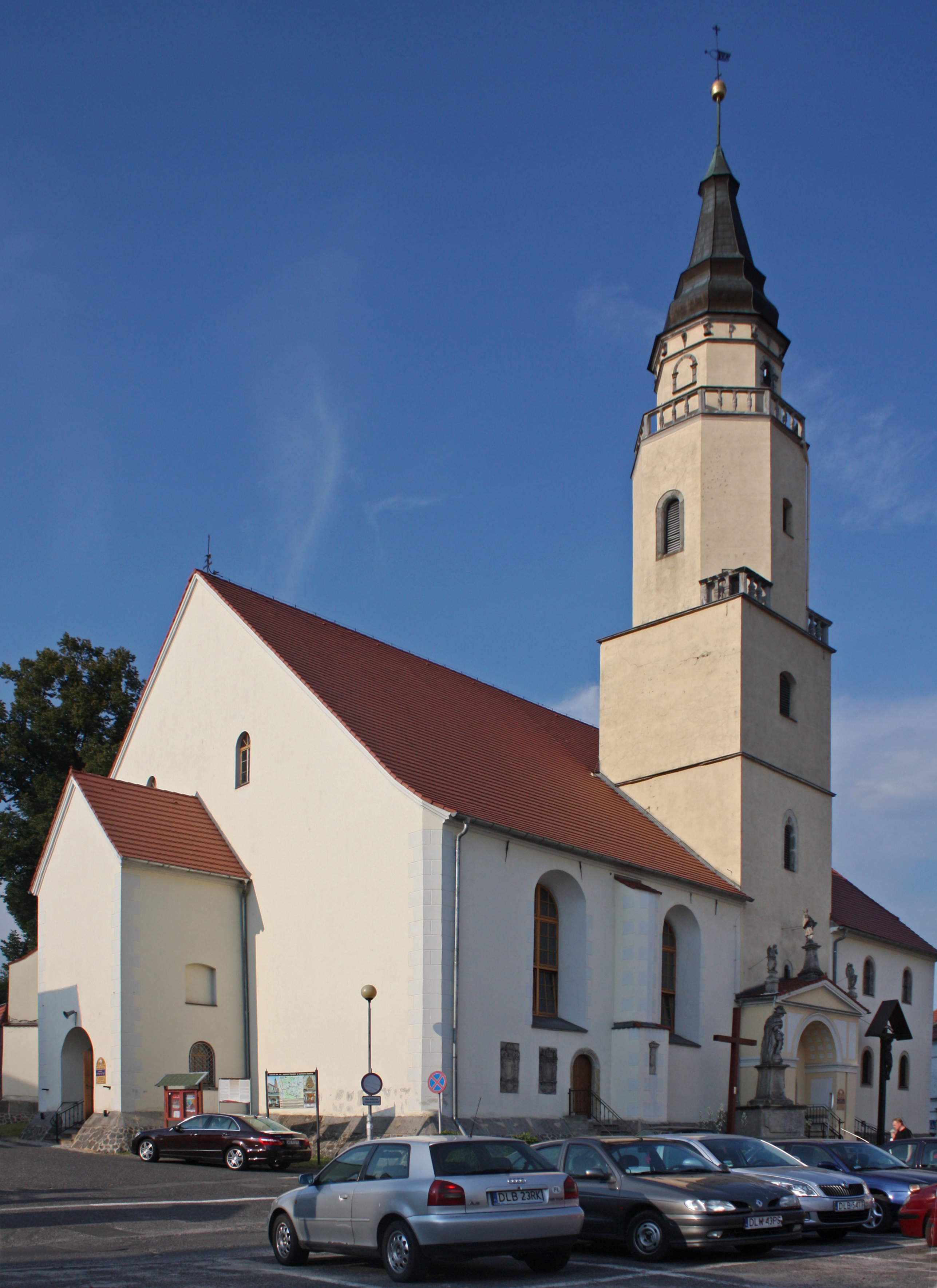
Pfarrkirche St. Hedwig

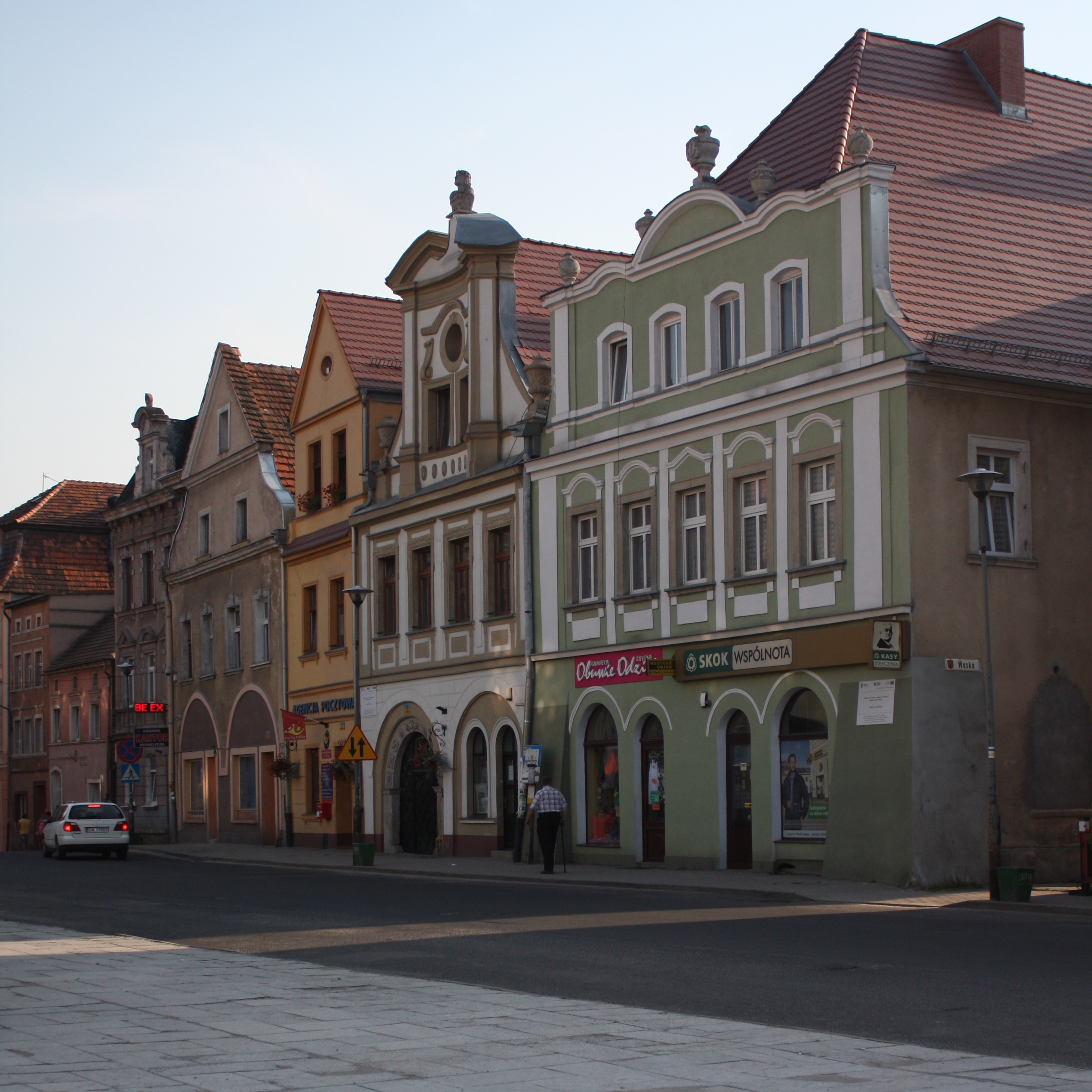
Häuser am Ring (Marktplatz)

Gryfów Śląski (deutsch: Greiffenberg) ist eine Stadt am rechten Ufer des Queis im Powiat Lwówecki der Woiwodschaft Niederschlesien in Polen. Sie ist Sitz der Stadt- und Landgemeinde Gryfów Śląski mit 9561 Einwohnern (Stand 31. Dezember 2020).

## Geographische Lage
Gryfów Śląski liegt im Südwesten Niederschlesiens an der Grenze zur Oberlausitz, etwa 170 Kilometer westlich von Breslau. Lwówek Śląski (Löwenberg) liegt ca. 18 km in nordwestlicher Richtung. Durch Gryfów Śląski verlaufen die Staatsstraße Droga krajowa 30 sowie die Woiwodschaftsstraße Droga wojewódzka 360.

## Geschichte
Die Stadt Greiffenberg im Herzogtum Jauer entstand wahrscheinlich während der Herrschaft des Herzogs Bolko I. von Schweidnitz-Jauer im Waldgebiet zwischen Böhmen, dem schlesischen Bobergau und dem lausitzischen Gau Zagost. Ein Stadtprivileg zu Löwenberger Recht wurde 1354 erteilt, 1405 bekam die Stadt das Recht Mauern zu errichten. Die Entstehungsgeschichte einer an der Stadtmauer gelegenen Stadtburg ist nicht bekannt. Zuerst herzoglich kam sie 1418 gemeinsam mit der zwei Kilometer südlich gelegenen Burg Greiffenstein und der Stadt Friedeberg durch Schenkung des böhmischen Königs Wenzel an dessen Rat Jan von Chotěmice. Dieser verkaufte die Herrschaft noch im selben Jahr an den Ritter Gotsche II. Schoff, Herrn auf Kynast, dessen Nachfahren (die sich fortan ihm zu Ehren „Schoff, Gotsch genannt“ schrieben) sie bis 1945 innehatten.
Die Namen der an der Grenze zur Lausitz liegenden Burg Greiffenstein oder der Grenzstadt Greiffenberg könnten von einem Angriff eines Feindes stammen. Der Chronikschreiber Knie berichtet in einer geographischen Beschreibung Schlesiens aus dem Jahr 1832 aufgrund einer alten Sage, dass während der Errichtung der Burg ein Nest mit jungen Greifen gefunden worden sei und deshalb die Burg „Greiffenstein“ genannt wurde. Diese Sage spiegelt sich im Wappen wider, welches einen märchenhaften Vogel – halb Adler, halb Löwe –, der in seinen Krallen einen Ritter im Harnisch hält, zeigt. Dasjenige von Greiffenstein stellt denselben, legendären „Vogel“ mit einem Stein in den Klauen dar und ist in das Wappen der Freiherren und später der Grafen Schaffgotsch eingegangen.
Das 15. Jahrhundert brachte eine ganze Reihe Katastrophen: gewaltige Stürme mit Überschwemmungen, Seuchen, die die Einwohner bis auf zwölf Menschen hinwegrafften und die umliegenden Dörfer verwüsteten, Dürren und Brände der ganzen Stadt. Die von 1427 bis 1431 mit Unterbrechungen andauernden Hussitenkriege hatten viele Schäden verursacht. Trotz dieser Widrigkeiten schaffte es das Bürgertum der Stadt, im Jahr 1512 die gemauerte St.-Hedwigs-Kirche und das Pfarrhaus wiederaufzubauen. 1524 wurde ein prachtvolles Rathaus errichtet. Im Jahr 1542 wurde der Glockenturm der Kirche erhöht. 1544 ließ Hans Schaffgotsch am Queis eine Mühle mit sechs Mühlrädern bauen und hinter dem Hirschberger Tor errichtete er mit seinem Bruder Christoph ein Krankenhaus. Aus dieser Zeit stammt ein einzigartiges Epitaph der Familie Schaffgotsch. Es erinnert an das Unglück der Familie in den Jahren 1584–1589, als Hans Schaffgotsch und seine Frau Magdalena v. Zedlitz verstarben, wenig später ihr Sohn Hans Ulrich, die Tochter Magdalena und 1601 schließlich deren Mann Christoph. Das in Sandstein gehauene Werk mit Porträts der Verstorbenen in natürlicher Größe ist eines der wenigen solcher Werke, die im Renaissancestil entstanden sind. Außerdem befinden sich in der Schaffgotsch-Kapelle die Gräber von Christophs zweiter Frau, Eleonore von Promnitz, in zweiter Ehe verheiratet mit dem Grafen Johann Georg von Hohenzollern, und seiner 1631 verstorbenen Schwiegertochter Barbara Agnes Schaffgotsch, der Tochter des Herzogs Joachim Friedrich und Gemahlin des Generals Hans Ulrich von Schaffgotsch. Während des Dreißigjährigen Krieges stürmten 1645 die Schweden den Greiffenstein, den sie schon fünf Jahre zuvor vergeblich belagert hatten.

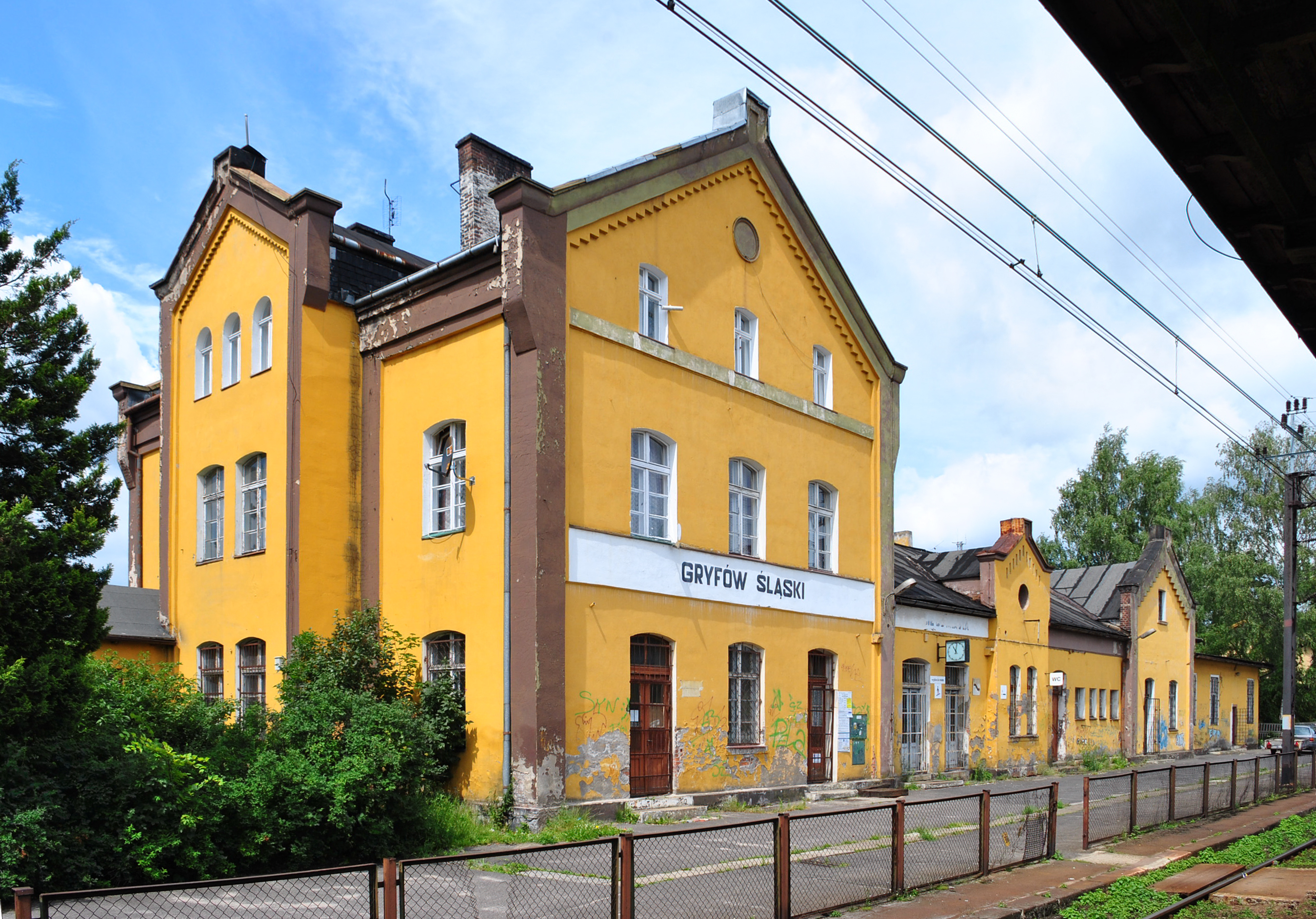
Bahnhof Gryfów Śląski

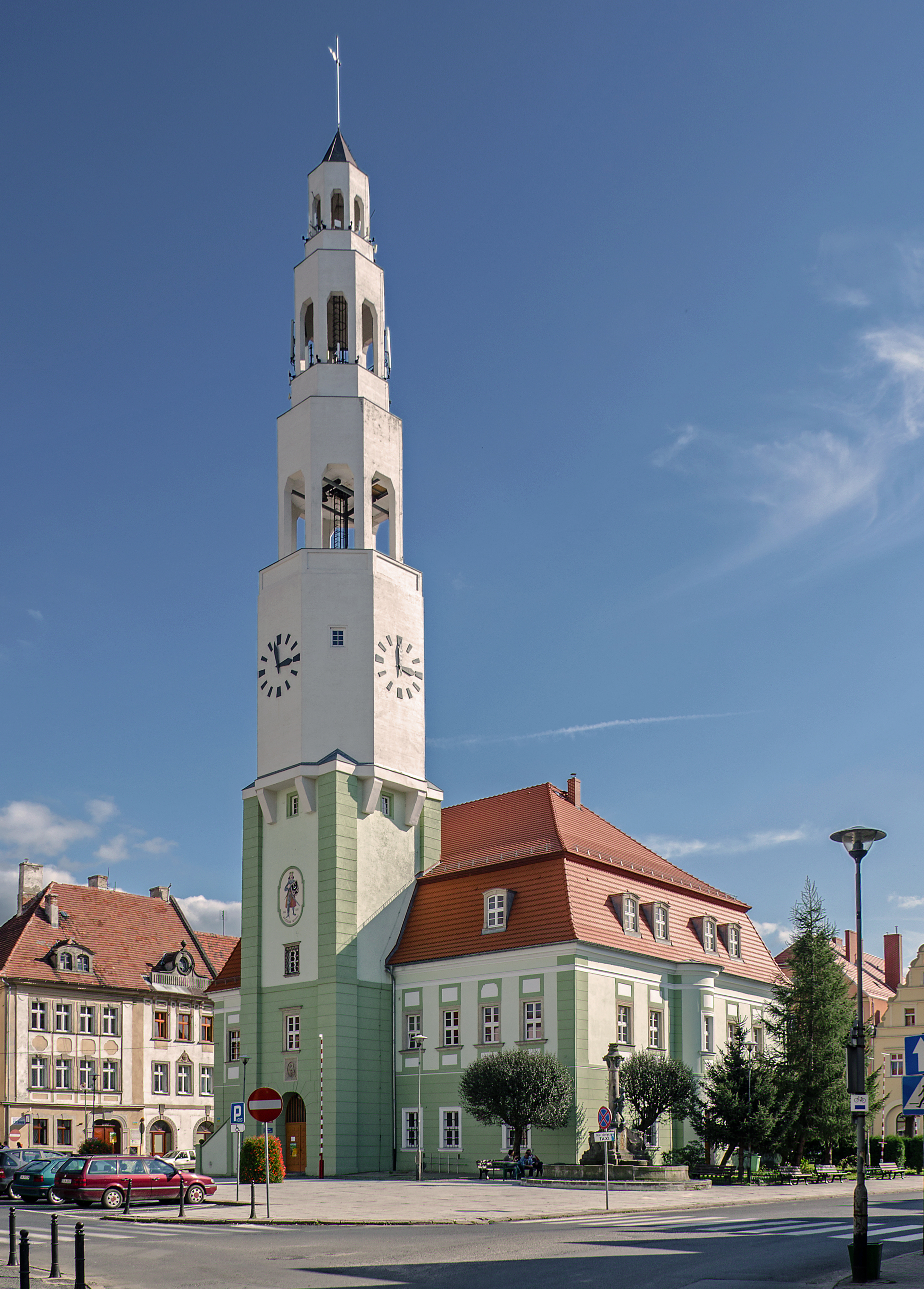
Rathaus am Ring

Mitte des 17. Jahrhunderts gab es in Greiffenberg schon 26 Warenhäuser, die Geschäfte im Inland und im Ausland betrieben. Das Entstehen der Manufakturen hatte die kleinen Heimproduktionen in organisiertere Formen umgewandelt. Die Betriebe hatten die Produktion von Leinen-Damast und anderen Stoffen begonnen. Die ökonomische Lage begann sich zu stabilisieren, als im Jahr 1783 ein gefährlicher Brand ausbrach. Der Brand zerstörte die Brauerei, Mälzerei, das Pfarrgebäude und 120 Bürgerhäuser. Verschont blieben nur die Häuser an der südlichen und westlichen Ringseite. Die Napoleonischen Kriege verursachten keine größeren Schäden. Wichtiges Industriezentrum und bedeutendstes Unternehmen wurden die Greiff-Werke, in deren Textilfabriken insgesamt 7000 Menschen arbeiteten.
Nach dem Ersten Schlesischen Krieg fiel Greiffenberg zusammen mit dem größten Teil Schlesiens 1742 an Preußen. Nachfolgend wurde es 1816 dem Kreis Löwenberg eingegliedert, mit dem es bis 1865 verbunden blieb.
Am 20. September 1865 erhielt Greiffenberg einen Bahnhof an der Schlesischen Gebirgsbahn von Görlitz nach Hirschberg. Nebenstrecken führten später nach Löwenberg, Bad Flinsberg und über die nahe Landesgrenze ins böhmische Friedland.
Die damals modernste Fabrik des Unternehmens Siemens wurde 1927 eröffnet und im Jahr 1996 durch ITT Industries übernommen. Während der Inflationszeit gab die Stadtsparkasse eigene städtische Geldscheine und Münzen aus.
Als Folge des Zweiten Weltkriegs fiel Greiffenberg 1945 wie fast ganz Schlesien an Polen. Nachfolgend wurde es in Gryfów Śląski umbenannt. Die einheimische deutsche Bevölkerung wurde, soweit sie nicht vorher geflohen war, weitgehend vertrieben. Die neu angesiedelten Bewohner waren teilweise Zwangsumgesiedelte aus Ostpolen, das an die Sowjetunion gefallen war.
Von 1975 bis 1998 gehörte Gryfów Śląski zur Woiwodschaft Wałbrzych.
1996 wurden für das Gemeindewappen und die Flagge die historischen Farben blau und gelb der Oberlausitz festgelegt, deren Ostgrenze der Queis bildet.

## Gemeinde
Zur Stadt- und Landgemeinde Gryfów Śląski gehören die Stadt selbst und sieben Dörfer mit Schulzenämtern.

## Sehenswürdigkeiten

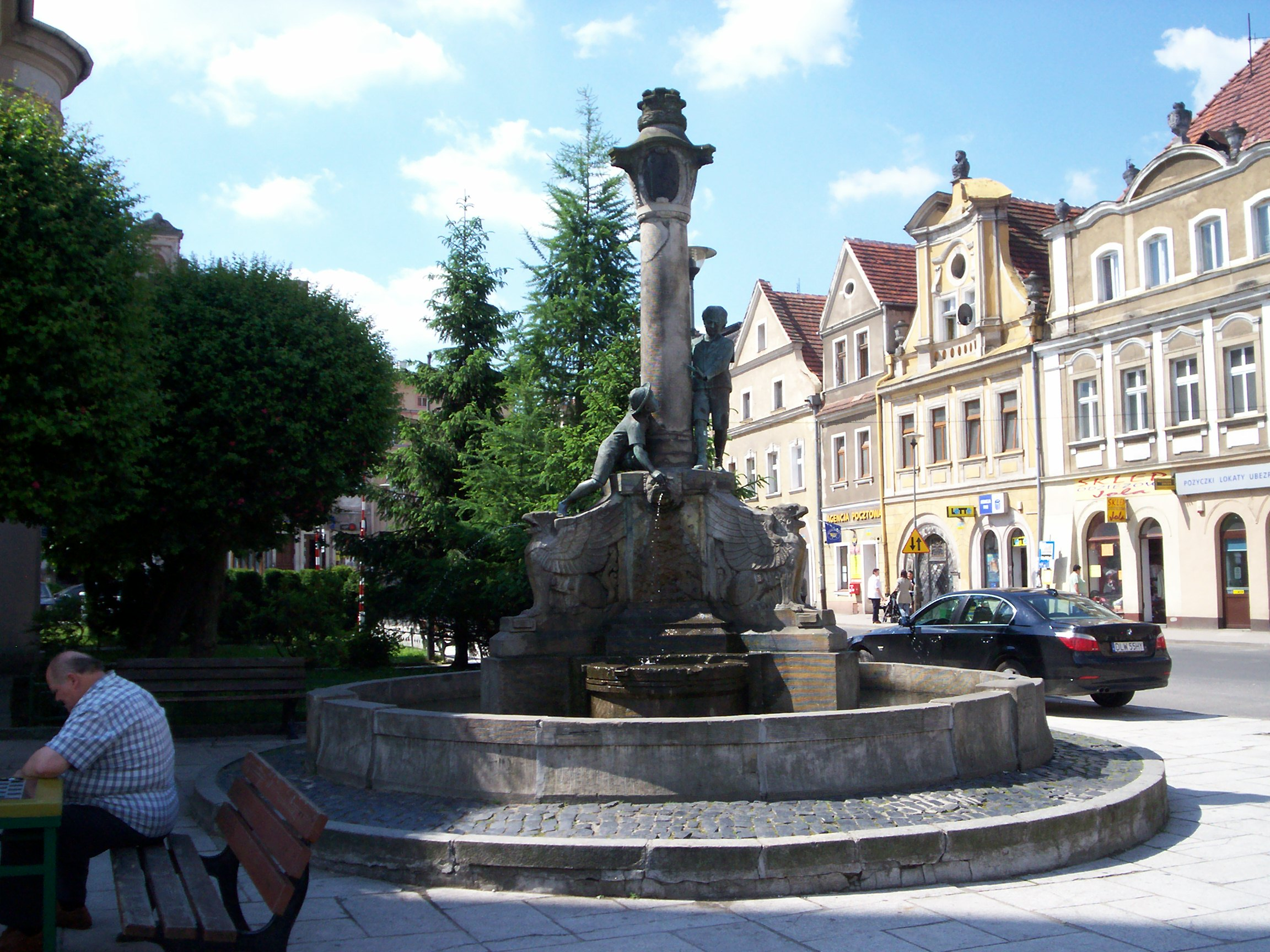
Brunnen im Stadtzentrum

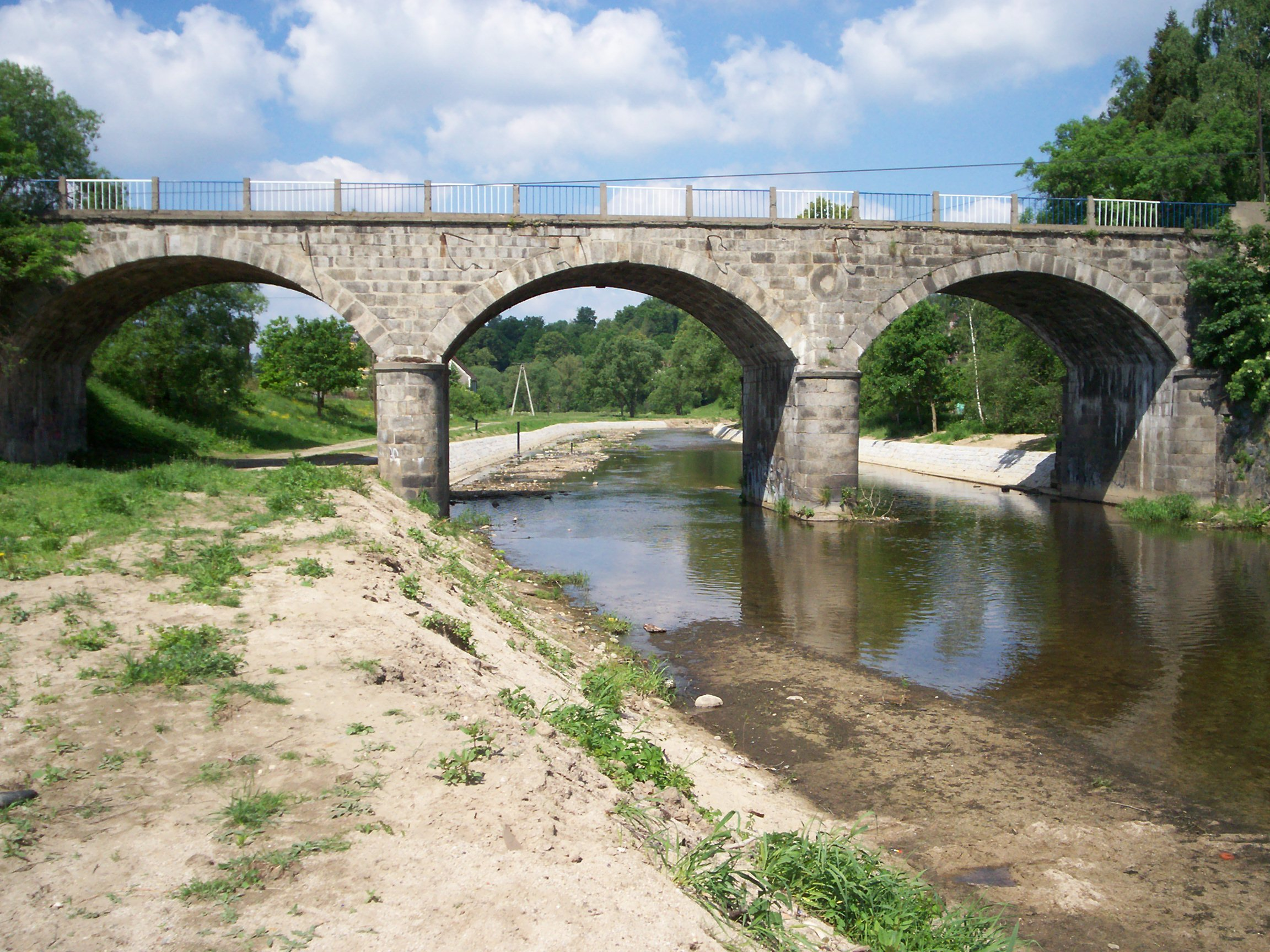
Queis-Brücke

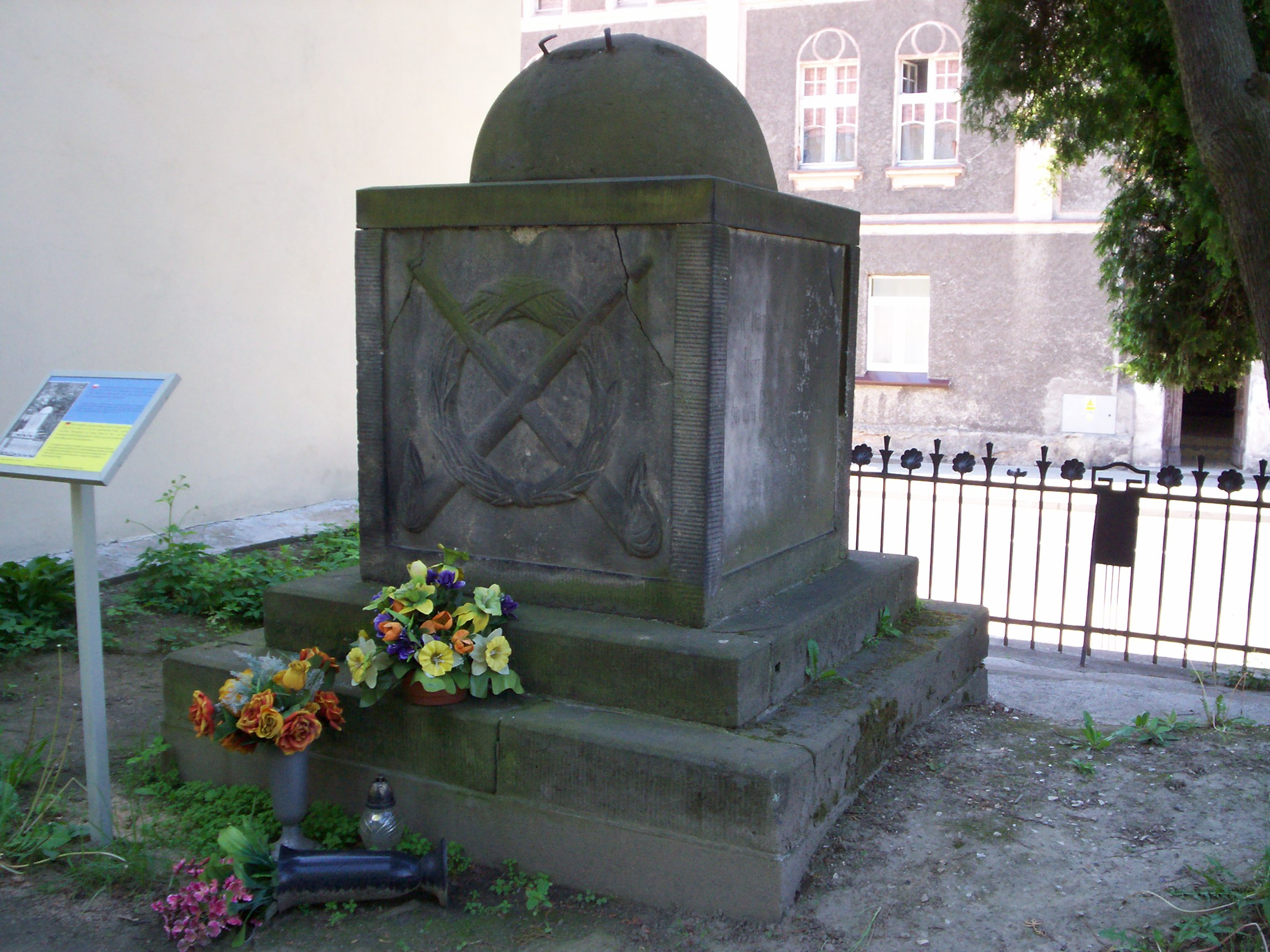
Denkmal für die Gefallenen Soldaten von 1813

- Die St.-Hedwigs-Kirche (Kościół św. Jadwigi) ist eine römisch-katholische Kirche aus dem Beginn des 15. Jahrhunderts. Der Hauptaltar wurde 1606 geschaffen. Im Inneren der Kirche befindet sich die Grablege der Familie von Schaffgotsch.
- Die mehrmals umgebaute Pfarrschule wurde 1587 errichtet, das Pfarrhaus daneben ist von 1531.
- Ein erstes Rathaus entstand um 1276. 1524 wurde ein neues steinernes Rathaus in der Mitte des Rings errichtet und nach mehreren Bränden immer wiederaufgebaut. Der heutige Bau mit Mansarddach entstand im Stil des Klassizismus in rechteckiger Form. 1929 brannte der Turm ab. Beim Wiederaufbau erhielt er einen schlichten Aufbau aus Stahlbeton, der sowohl wegen seiner abstrahierten Form als auch wegen des Materials für den Umgang mit einem historischen Gebäude neuartig war.[2]
- Reste der mittelalterlichen Stadtmauern aus dem 15.–16. Jahrhundert, Überreste der Stadtmauern, deren Geschichte bis in das Jahr 1300 zurückreicht, als Bolko I. veranlasste, die Stadt mit Stadtbefestigungen zu umgeben.
- Katholischer Friedhof vom 16. bis zum 20. Jahrhundert
- Evangelischer Friedhof, angelegt Anfang des 19. Jahrhunderts
- Haus der Schützenbruderschaft aus dem Jahr 1756
- Die Häuser Am Ring haben an der Vorderseite die Originalgiebel erhalten. Es sind Nr. 1/2, 3, 4, 5, 10, 11, 12, 13, 14, 15, 16, 18, 31–32, 33, 34, 37, vom 16. bis zum 18. Jahrhundert sowie aus dem 19. Jahrhundert; Nr. 6 stammt ursprünglich aus dem 15. Jahrhundert, wurde 1730 und im 20. Jahrhundert geändert.
- Ringbrunnen von 1908
- Historische Brücke über den Queis aus der zweiten Hälfte des 19. Jahrhunderts
- Denkmal für die Gefallenen Soldaten von 1813

## Demographie
| Jahr | Einwohner | Anmerkungen |
| ---- | --------- | --- |
| 1796 | 2276      | [ 3 ] |
| 1803 | 2319      | [ 4 ] |
| 1810 | 2044      | [ 4 ] |
| 1816 | 1895      | davon 1703 Evangelische und 192 Katholiken |
| 1818 | 1902      | [ 5 ] |
| 1821 | 1948      | in 381 Privatwohnhäusern |
| 1825 | 1978      | davon 230 Katholiken und fünf Juden |
| 1840 | 2672      | davon 2315 Evangelische, 356 Katholiken und 356 Juden |
| 1867 | 2584      | am 3. Dezember |
| 1871 | 2845      | am 1. Dezember, davon 2413 Evangelische, 427 Katholiken, zwei sonstige Christen und drei Juden. |
| 1890 | 3460      | davon 2740 Evangelische und 716 Katholiken |
| 1900 | 3335      | [ 10 ] |
| 1905 | 3415      | am 1. Dezember; davon 2801 Evangelische (2799 mit deutscher Muttersprache, ein Einwohner mit polnischer Muttersprache und ein Einwohner mit einer anderen Sprache), 604 Katholiken (591 mit deutscher Muttersprache, zwei mit polnischer Muttersprache, zehn sprechen eine andere Sprache, und eine Person spricht Deutsch und eine andere Sprache) und acht Juden |
| 1910 | 3462      | am 1. Dezember |
| 1933 | 4113      | [ 9 ] |
| 1939 | 4344      | - |

| Jahr      | 1919 | 2022 |
| --------- | ---- | ---- |
| Einwohner | 6617 | 6302 |

## Partnerstädte
- Bischofswerda (Deutschland)
- Raspenava (Tschechien)

## Persönlichkeiten

### Söhne und Töchter der Stadt
- Hans Ulrich von Schaffgotsch (1595–1635), General
- Joachim Nerger (um 1626–1682), deutscher Rechtswissenschaftler
- Johann Hoffmann (17. Jahrhundert), Pädagoge und lutherischer Kirchenlieddichter
- Hermann Steudner (1832–1863), Botaniker und Afrikaforscher
- Rolf Puschmann (1846–1914), Porzellanmaler, Grafiker, Illustrator und Kunstpädagoge
- Georg Richard Kruse (1856–1944), Dirigent, Musikforscher und Autor
- Curt Joël (1865–1945), Jurist, Verwaltungsbeamter und Politiker
- Johannes Maximilian Avenarius (1887–1954), Maler
- Walter Volland (1898–1980), Bildhauer und Kunstpädagoge
- Alice Schmidt (1916–1983), Frau des deutschen Schriftstellers Arno Schmidt
- Andrzej Chyra (* 1964), polnischer Schauspieler

### Weitere Persönlichkeiten, die mit der Stadt in Verbindung stehen
- Heinrich Bruno Schindler (1797–1859), Chirurg, Geburtshelfer und Augenarzt in Greiffenberg
- Arno Schmidt (1914–1979), Schriftsteller, seit 1934 tätig bei den Greiff-Werken in Greiffenberg; seit 1938 dort bis zur Einberufung in den Zweiten Weltkrieg wohnend.